# Hans Streuli
Hans Streuli (ur. 13 lipca 1892, zm. 23 maja 1970) – szwajcarski polityk, członek Rady Związkowej od 22 grudnia 1953 do 19 listopada 1959. Kierował departamentem finansów (1954-1959).
Był członkiem Radykalno-Demokratycznej Partii Szwajcarii.
Pełnił także funkcje wiceprezydenta (1956) i prezydenta (1957) Konfederacji.